# Erik Skoglund (filmcensor)
Erik Skoglund, född 1 oktober 1903 i Adolf Fredriks församling i Stockholm, död 22 februari 1984 i Oscars församling i Stockholm, var en svensk jurist, filmcensor, speaker, manusförfattare, regissör och simmare. 

## Biografi
Skoglund var som ung en framgångsrik simmare, och tävlade för Sverige vid olympiska sommarspelen 1924 i Paris, där han slutade på 11:e plats på 100 meter ryggsim. Han var redaktör för Stockholms Kappsimningsklubbs (SKK) medlemsblad 1923–1925 och gjorde för radions räkning flera idrottsreportage 1934.
Han utbildade sig till jurist och tjänstgjorde till en början vid Arbetsmarknadsstyrelsen och Socialdepartementet. Han blev 1954 filmcensor och var censurchef från 1959 till 1971. Samma år som han slutade gav han ut boken Filmcensuren. I de debatter som följde av hans uppdrag att censurera filmer framträder särskilt Ingmar Bergmans Tystnaden (1963), Vilgot Sjömans 491 (1964) och Torgny Wickmans sexfilm Mera ur kärlekens språk (1970).

### Familj
Erik Skoglund var son till handelsbokhållaren Aron Skoglund och Elin Lindgren. Han var yngre bror till regissören Gunnar Skoglund och äldre bror till simhopparen Nils Skoglund. Han var från 1939 gift med Svea Martina Forsell (1906–2005). Parets son var skådespelaren Rolf Skoglund (1940–2022).